# Chaldejská eparchie Bejrút
Chaldejská eparchie Bejrút je eparchií chaldejské katolické církve, nacházející se v Libanonu.

## Historie
Malá chaldejská komunita v Bejrútu doložená z období 19. století, byla svěřena latinským kněžím ale častěji syrské katolické církvi. Roku 1895 patriarcha Audishu V. Khayyat založil patriarchální vikariát. Po událostech 1. světové války, komunita chaldejských věřících v Libanonu byla posílena věřícími kteří uprchli z Turecka. 
Eparchie byla založen dne 3. července 1957 bulou Etsi taeterrima papeže Pia XII., s nímž také zrušil starobylou apoštolskou administraturu chaldejské eparchie Gazireh, a založil nové církevní území.
K roku 2012 měla eparchie 20 000 věřících, 1 eparchiálního kněze, 2 řeholní kněze, 1 stálého jáhna, 2 řeholníky, 3 řeholnice a 3 farnosti.

## Seznam eparchů
- Gabriel Naamo (1957 - 1964)
- Gabriel Ganni (1964 - 1966)
- Raphael J. Bidawid (1966 - 1989)
- Michel Kassarji (od 2001)